# Dignaga
Dignāga (język tybetański: ཕྱོགས་ཀྱི་གླང་པོ་, Wylie: phyogs kyi glang po; ok. 480-540 r. n.e.) – indyjski scholastyk buddyzmu mahajany. Jeden z twórców epistemologii, buddyjskiego logicznego wnioskowania, prawomocnego poznawania. Student dzieł Wasubandhu (Indie, IV w n.e.), współtwórcy przekazu nauk o naturze Buddy od Maitrei przekazanego przez Asangę (Indie, IV w.n.e).